# Сольферино
Сольферино (італ. Solferino) — муніципалітет в Італії, у регіоні Ломбардія, провінція Мантуя.
Сольферино розташоване на відстані близько 420 км на північ від Рима, 110 км на схід від Мілана, 30 км на північний захід від Мантуї.

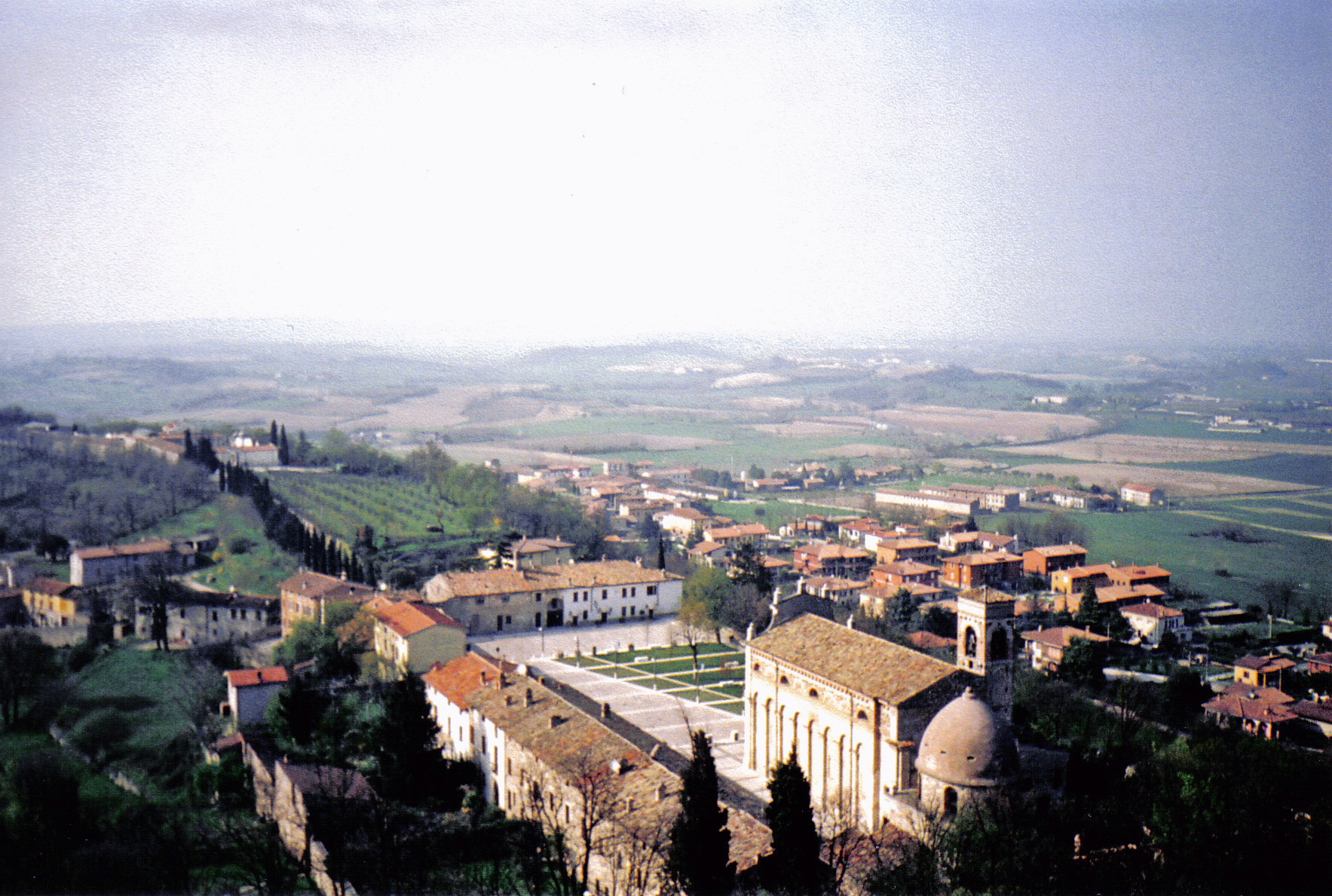

Населення — 2590 осіб (2014).

## Демографія
Населення за роками:

Станом на 1 січня 2023 року в муніципалітеті офіційно проживало 220 іноземців з 32 країн, серед них 53 громадяни країн Євросоюзу та 11 громадян України.

## Міста-побратими
- Сольферино, Франція (1963)
- Шатійон-сюр-Ендр, Франція (2003)

## Сусідні муніципалітети
- Кастільйоне-делле-Стів'єре
- Кавріана
- Гуїдіццоло
- Лонато-дель-Гарда
- Медоле